# Max Fischer (Geistlicher, 1900)

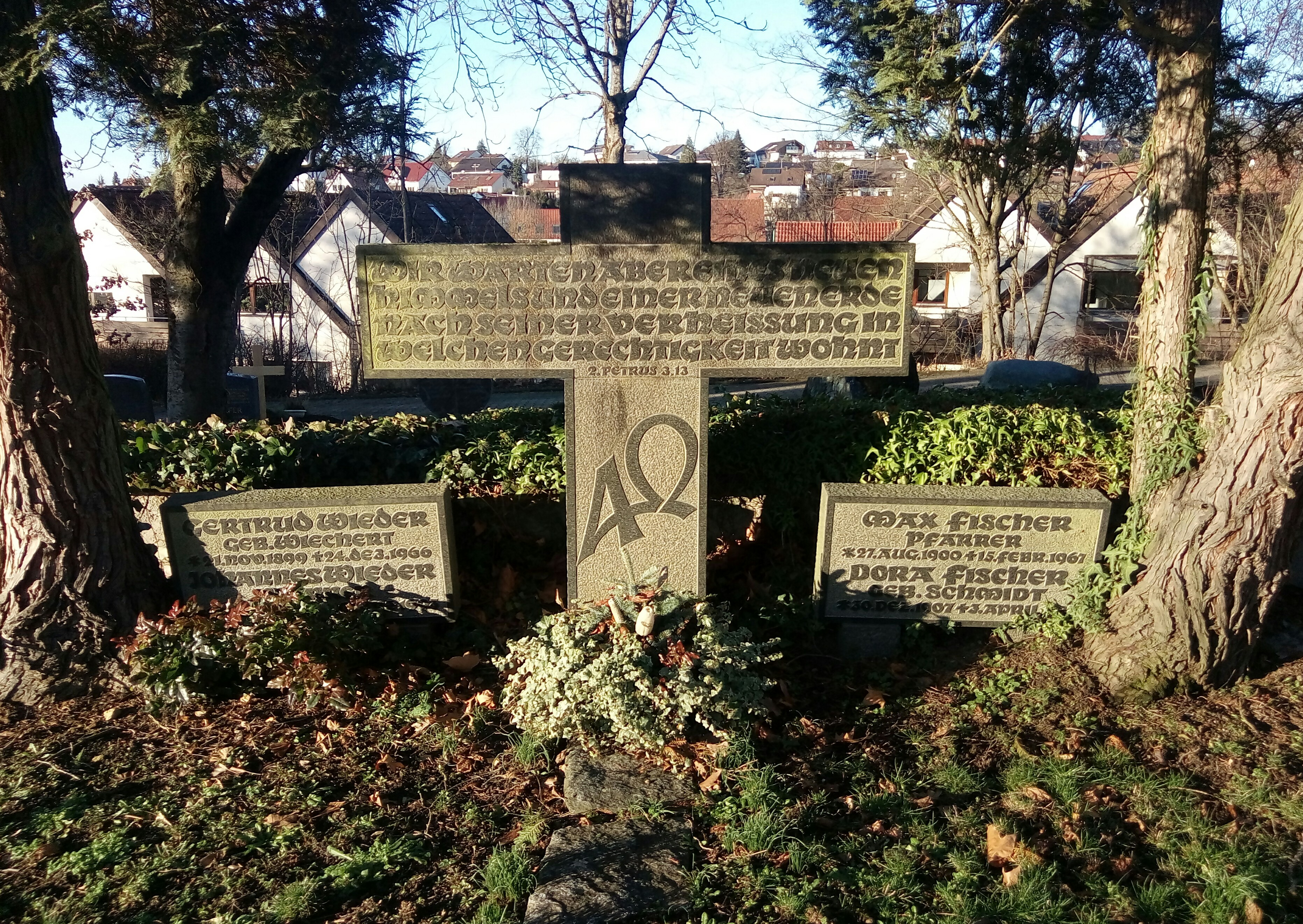
Grab von Max Fischer (rechts) auf dem Friedhof von Unterweissach

Max Fischer (* 27. August 1900 in Wernigerode, Kreis Grafschaft Wernigerode, preußische Provinz Sachsen; † 15. Februar 1967 in Unterweissach), war ein deutscher evangelischer Pfarrer, Evangelist, Schriftsteller, langjähriger Leiter der evangelischen Bahnauer Bruderschaft und Direktor der Missionsschule Unterweissach.

## Leben

### In Preußen
Max Fischer stammte aus der damals zu Preußen gehörenden Stadt Wernigerode im Harz. Seine theologische Ausbildung hatte Fischer bei der Bahnauer Bruderschaft im ostpreußischen Preußisch Bahnau (heute russisch: Selenodolskoje) im Kreis Heiligenbeil erhalten. In der NS-Zeit gehörten Fischer und viele andere „Bahnauer“ der Bekennenden Kirche an und standen somit in Opposition zu der NS-Bewegung und den nationalsozialistisch geprägten Deutschen Christen. Ab 1934 war Fischer Mitglied im Bruderrat der Bekennenden Kirche Ostpreußens; ab 1942 war er Pfarrer an der Luthergemeinde in Königsberg; Fischer wurde im NS-Staat bespitzelt und wiederholt verhört. Im Herbst 1944 erreichten die ersten sowjetischen Soldaten Ostpreußen. Ihre Gräueltaten lösten eine panische Massenflucht aus. Die gesamte Bruderschaft musste Ostpreußen verlassen und flüchtete über das zugefrorene Frische Haff. Fischer, seine Frau Dora (geb. Schmidt) und die Familie konnten noch rechtzeitig nach Westen evakuiert werden. Erschöpft und vollkommen mittellos erreichte die Familie Fischer im Februar 1945 die Region Stuttgart.

### Neuanfang in Württemberg
Im Mai 1945 übertrug der damalige Landesbischof Theophil Wurm, der ebenfalls zur Bekennenden Kirche gehörte, Max Fischer die vakante Pfarrstelle in Unterweissach. Am 8. Mai 1945 ging Fischer von Köngen zu Fuß nach Unterweissach, wofür er zwei Tage benötigte. Ein langjähriger Weggefährte Fischers, Pfarrer Johannes Wieder, erhielt eine Pfarrstelle im benachbarten Backnang. Somit brachen die Kontakte nach der Flucht nicht ab. Die erste Konferenz der Bahnauer Bruderschaft nach dem Zweiten Weltkrieg fand 1946 in Bad Sooden-Allendorf statt. Bei der Konferenz stand auch die Auflösung der Bruderschaft zur Diskussion. Letztlich wurde entschieden, die Bruderschaft zu erhalten. Der neue Vorstand um Fischer begab sich auf die Suche nach einem neuen Bruderhaus in ganz Württemberg. Weiterhin gab es Angebote aus Westfalen und Hessen. 1948 konnte Fischer das ehemalige Gasthaus Lamm (das spätere Rathaus) in Unterweissach anmieten. Am 23. Mai 1948 konnte die Missionsschule der Bahnauer Bruderschaft mit 13 Brüdern in Unterweissach gegründet werden. Die Mission entwickelte sich gut und konnte expandieren. Im Jahre 1954 konnte ein eigenes Grundstück in Unterweissach erworben und mit einem modernen Lehrgebäude, Buchhandlung, Wohnheim und Andachtsraum bebaut werden.
Schon früh war sich Fischer der Notwendigkeit nach neuen missionarischen Methoden bewusst. 1955 gründete Max Fischer die Wagenmission. Dazu ließ er einen Omnibus umbauen und mit einer kleinen Rednerbühne zur Evangelisation ausstatten. Später wurde die Wagenmission in Kirche unterwegs umbenannt.
Bei der Mission verpflichtete sich Fischer dem Grundsatz, theologisch Andersdenkende nicht persönlich anzugreifen, sondern eine Auseinandersetzung im Geist der Buße zu führen. Weiterhin müsse jede theologische Auseinandersetzung das Ziel haben, weiter in die Heilige Schrift zu führen.
Max Fischer blieb bis 1966 Gemeindepfarrer in Unterweissach. Fischer starb überraschend am 15. Februar 1967 und wurde auf dem Friedhof von Unterweissach beigesetzt. Nachfolger der Mission wurde Walter Schaal, später Leiter der Altpietistischen Gemeinschaft.

## Ehrungen
- Max-Fischer-Gemeindehaus in Weissach im Tal (errichtet 1982).

## Werke
- Das tat Gott. 50 Jahre Bahnau, Verlag des Bruderhauses, Unterweissach 1956.